# Кармалюкове
Кармалю́кове (колишня назва Головчинці) — село в Україні, у Жмеринській міській громаді Жмеринського району Вінницької області. Село розташоване за 25 км від міста Жмеринки (автошлях Т 0218) і за 8 км від залізничної станції Сербинівці на гребені вододілу Подільської височини.
Звідси іде одна протока до річки Думки. Межує на сході з селом Курилівці, на заході з селом Слобода-Межирівська, на півночі з селами Петрані і Дубова, на півдні з селом Лопатинці.

## Природа
Місцевість мочалиста, ґрунти сіроземні, дерно-підзолисті, є чимало суглинків. Поля горбисті, порізані глибокими улоговинами і ярами, у яких розміщено 9 ставків. Із давніх-давен належали селу лісові масиви: «Кізлів», «Дранчин», «Діброва», «Скала», «Рожепський» . У лісовому масиві «Скала» було дві печери, у свій час у них переховувався Устим Кармалюк. У гайдамацькому лісі (зараз в лісовому масиві «Вовчий Майдан») ріс дуб, який носив ім'я Кармалюка, але донині не зберігся. По легендах у тому лісі переховувалися два дядька Устима, які були гайдамаками.

## Історія
Село Головчинці засновані дружиною польського короля Сигізмунда І - королевою Боною, дочкою міланського герцога Джана Галеаццо Сфорца. Вона купила м. Рів у Станіслава Одровонжа, воєводи Подільського, у 1536 р. і управляла Барським староством.
Михайло Грушевський пише: 
|  | Новых сел первой категории за время Боны можна указать немного: впервые при ней появились Головчинцы и Лука-Барская. Во время ревизии 1552 г они были значительными селам |

Село було засновано в 1540 році і з самого початку увійшло до розряду «королівських столових», тобто належало королеві.
Село зазнало 5 спустошливих нападів кримських татар. Під час останнього, що відбулося в 1567 році, у Барському старостві найбільше постраждали Головчинці. Село було спалено, людей побито, молодь забрано в рабство. Майже 100 років село не могло відродитися. Під час перепису населення 1662 року до дуже запустілих сіл Барського староства відноситься саме Головчинці, де залишилось всього 5 хат.
Із 1659 року Головчинці належали гетьману України Івану Виговському. Його син Євстафій продав село магнату Домініку Любомирському (див. Любомирські). З 1776 року Головчинцями володіє найбільший магнат України Іоспор Потоцький (див. Потоцькі). Пізніше у Потоцьких село відкупив брацлавський ловчий Андрій Пігловський, діти і онуки якого володіли ним майже 100 років. У 80-х роках 19 століття ним володів поміщик Сава Мамунов і посесори. З 1897 по 1917 рік — Олена Дербернадер із Херсонської губернії.
Революційні події 1905–1907 років в Росії дали відгомін в селі рядом стихійних виступів селян. Багато жителів села брали участь у Першій світовій війні.
Звістку про лютневу революцію 1917 року приніс у село солдат-фронтовик Я. Т. Лівшун.
Радянську окупація в селі встановлено 28 січня 1918 року.
У 1919 році колишній волосний старшина Трохим Козуля організував повстанський загін. У навколишніх місцевостях він посідав особливе місце як Президент Головчинської Республіки. При ньому в селі і за його межами на дорогах стояли контрольно-пропускний пункт. В'їзд і виїзд проходив із дозволу Козулі. Загін було розгромлено у 1920 році. 20 червня 1920 року село було спалено і пограбовано поляками на знак помсти за напад на їх ешелон на станції Сербинівці. Поляки спалили 286 господарств (близько 600 будов) убили 118 жителів, забрали 200 корів, 300 овець, 50 корів.
18 травня 1928 року в садово-городний кооператив «Садовий цвіт» влилися господарства «Праця», «Трактор», «Плуг». Проти колективізації в селі виступили група заможних селян. Вночі 28 червня 1928 ріку був убитий секретар Головчинської сільської ради Євген Король. У 1929 році в селі розкуркулені 8 сімей. У 1930 році на базі кооперативів колективних господарств був створений єдиний колгосп «Червоний Партизан», головою якого став Іван Зарицкий. У 1954 році до колгоспу влився колгосп «Комунар» села Петрані.

Про страхіття голодомору у 30-х роках свідчить жителька села Марія Кирилівна Кармалюк: 
|  | .. ще з осені 1932 року місцеві активісти і міліція, все до зернини, до барабольки викачали з села. Голод почався після Різдва 1933 року. У селі не колгоспників залишилося мало, може сімей 20. Їх звали «індусами». Про них, говорили у нас, склали перекази: «Здибав колгоспник індуса і поцілував у вуса, а потім у бороду – і помер з голоду». Мій Семен купив жому, напечемо, думаємо, малаїв з нього, а їх свиня не їла, не те що люди. Весною рвали листя квасок кропиву, цвіт акації і ходили з чоловіком на роботу, бо там давали фунт (450 грам) борошна на родину, жменю борошна і цвіт, та й спечи дітям і собі коржі, а вони купи не тримаються. Лукія Багрійка казали вкрала сусіднього собаку, забила, зварила і з’їла. Але все одно померла вся сім'я. Любарський Ілько зарізав доньку. Було у нього 10 дітей та всі пішли на той світ |

У селі вмерло від голоду багато сімей. Назавжди зникли прізвища Трачевських, Стрижаків, Мудриків, Петрівків, Томашевських, Милинів, Павуків та інших. Вважається, що від голодомору 1932–1933 років у селі вимерло 700 громадян. Репресовано в 30-х роках 5 осіб.
У роки Другої світової війни близько 400 чоловіків села пішли на фронт. З війни не повернулися 164 воїнів. З 16 липня 1941 року по 24 березня 1944 року село жило під окупацією німців. У лісовому масиві «Вовчий Майдан» знаходилося антинацистське підпілля, очолювали офіцери Червоної Армії старший лейтенант Юрій Феденко (кличка «Лебідь») з Луганщини, лейтенант Микола Вус — з Кубані, старший лейтенант Чернелівський — із Головченців.
З часом загін увійшов до складу партизанського з'єднання ім. Леніна, яке діяло на Поділлі. За роки окупації нацисти розстріляли 6 чоловік, одну жінку спалили з хатою, відправили до Німеччини 38 юнаків, 25 дівчат, забрали 30 волів, 96 коней, 140 корів, 124 свині, 7081 пудів зерна. Збитки склали 145 мільйонів 330 тисяч карбованців у колгоспі і 5 767 961 карбованців у громадян села. Дорогами війни з Москви до Берліна пройшов підполковник Кирило Бондарчук, брав участь у штурмі рейхстагу Олекса Власик. У блокаді Ленінграда тримав оборону Павло Цимбал, брав участь у визволені Праги Тимофій Власик, штурмував Будапешт Семен Музика і Михайло Березовський. Володимир Березовський був учасником руху опору у Франції і Бельгії.
У 1955 році постановою Президії Верховної Ради УРСР від 15 жовтня Головчинці перейменоване у село Кармалюкове. У постанові також зазначено про відкриття у селі пам'ятнику і музею Кармалюка.
У 2020 році було об'єднання громад і тепер Кармалюківська сільська рада ліквідована і приєднана до Жмеринської ОТГ. Нині входить до Кармалюківського старостинського округу.

## Відомі люди
- Бондарчук Віктор Павлович (07.031975 - 02.11.2022) — односельчанин який загинув на російсько-українській війні
- Кармалюк Устим Якимович  — український національний герой.
- Кравченко Лариса Василівна - директор Музею імені М.М.Коцюбинського
- Лебідь Олексій Леонідович (26.02.1985 - 25.09.2022) — герой України, нагороджений орденом «За Мужність», який загинув на російсько-українській війні
- Литвин Степан Михайлович — поет і перекладач.
- Максимов Іван Петрович — український біатлоніст, учасник Олімпіади-1994.

### Історичні вулиці
Діброва — назва зв'язана із тим, що колись на цьому місці ріс дубовий гай, Березовська — тут більше проживають мешканці села із прізвищами Березовскі польського походження, Межирівська — по ній проходить шлях на с. Межирів, Весела, Сиранівка.
Список вулиць села:
| Назва вулиці   | Короткі відомості про вулицю              | Зображення |
| Базарська      |                                           |            |
| -------------- | ----------------------------------------- | ---------- |
| Березовська    | назва від поширення прізвища Березовських |            |
| Білоковецька   | назва від села Біликівці                  |            |
| Весела         |                                           |            |
| Вовчий Майдан  |                                           |            |
| Діброва        | колись на місці був дубовий гай           |            |
| Садова         |                                           |            |
| Слободецька    | назва від села Слобода Межирівська        |            |
| Кавказька      |                                           |            |
| Кармалюківська | назва від Устима Кармалюка                |            |
| Центральна     |                                           |            |
| Шкільна        |                                           |            |